# Frans de Bruijn Kops
Pour les articles homonymes, voir Kops.
George François de Bruijn Kops dit Frans de Bruijn Kops (28 octobre 1886 et mort le 22 janvier 1979) est un footballeur international néerlandais, qui évoluait au poste d'attaquant.

## Biographie

### Carrière en club
Il passe l'intégralité de sa carrière de joueur au HBS Craeyenhout, remportant le championnat néerlandais lors de la saison 1905-1906.

### Carrière en sélection
Il dispute un total de trois matchs en faveur de la sélection néerlandaise.
Il joue les deux matchs de la sélection néerlandaise lors des Jeux olympiques de 1908, compétition lors de laquelle il remporte la médaille de bronze. 

## Palmarès
| HBS Craeyenhout - Championnat des Pays-Bas (1) : - Champion : 1905-1906 |  | Pays-Bas - Jeux olympiques : - Bronze : 1908. |